# Dermatophyte

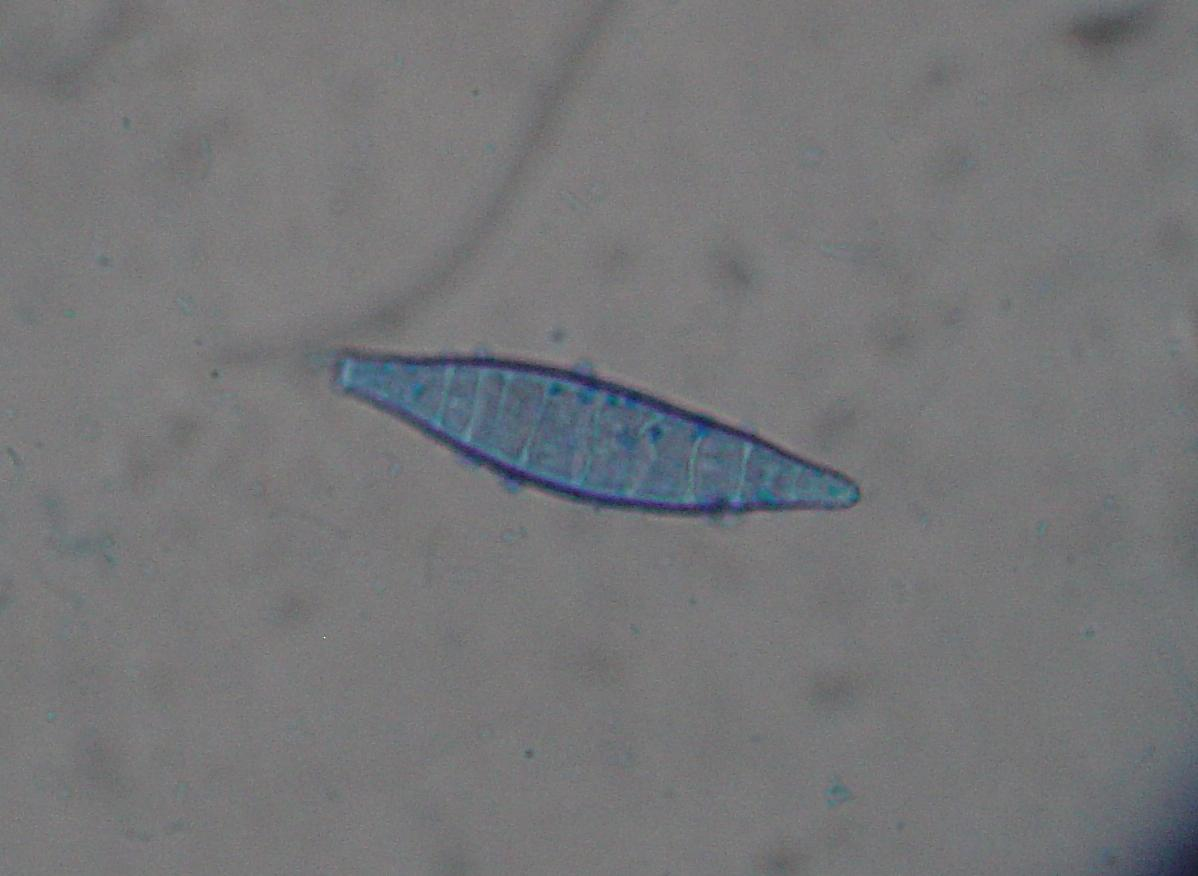
Photographie microscopique (x1000) d'un dermatophyte (Microsporum canis).

Les dermatophytes sont des champignons microscopiques filamenteux appartenant aux genres Trichophyton, Microsporum ou Epidermophyton (en).
Ils sont caractérisés par la production de spores diverses : microconidies, macroconidies, arthrospores et chlamydospores.
Le terme dermatophyte peut être traduit en grec par plante de la peau.
En effet, les dermatophytes sont responsables d'infections de la peau, des cheveux ou des ongles car ils sont capables de se nourrir de la kératine : ce sont les dermatophytoses. 

## Taxonomie
Ils sont répartis en 3 groupes : 
- espèces anthropophiles, parasites humains exclusifs, se transmettant par les contacts, le linge, les sols (piscine, plage).

Microsporum audouinii
Trichophyton rubrum (le plus fréquent), Trichophyton interdigitale (en), Trichophyton violaceum, Trichophyton schoenleinii
Epidermophyton floccosum.
- espèces zoonotiques, qui se transmettent à l'humain par le biais d'un animal contaminé.

Microsporum canis transmis par le chat ; le plus fréquent ;
Trichophyton mentagrophytes, transmis par les chevaux et les petits rongeurs ;
Tichophyton ochraceum transmis par les bovidés ;
Trichophyton verrucosum ;
Trichophyton tonsurans ;
- espèces géophiles ou telluriques, se trouvant sur le sol (Microsporum gypseum).